# Ехолалија
Ехолалија је аутоматско и бесмислено понављање оних речи или фраза које је особа последње чула. Симптом ехолалија се среће код деменције, аутизма, маније, схизофреније, као и код ментално заосталих лица. У блажем виду, као нормална појава, јавља се код сугестибилних особа, као и код деце на раном узрасту.